# Aciphylla
Aciphylla é um género botânico pertencente à família Apiaceae.

## Espécies
- Aciphylla anomala
- Aciphylla aurea
- Aciphylla colensoi
- Aciphylla congesta
- Aciphylla crenulata
- Aciphylla crosby-smithii
- Aciphylla cuthbertiana
- Aciphylla dieffenbachii
- Aciphylla dissecta
- Aciphylla divisa
- Aciphylla dobsonii
- Aciphylla ferox
- Aciphylla flexuosa
- Aciphylla glacialis
- Aciphylla glaucescens
- Aciphylla gracilis
- Aciphylla hectori
- Aciphylla hookeri
- Aciphylla horrida
- Aciphylla indurata
- Aciphylla inermis
- Aciphyllaii
- Aciphylla latibracteata
- Aciphylla lecomtei
- Aciphylla leighii
- Aciphylla lyallii
- Aciphylla monroi
- Aciphylla montana
- Aciphylla multisecta
- Aciphylla pinnatifida
- Aciphylla polita
- Aciphylla poppelwellii
- Aciphylla scott-thomsonii
- Aciphylla similis
- Aciphylla simplex
- Aciphylla simplicifolia
- Aciphylla spedenii
- Aciphylla squarrosa
- Aciphylla stannensis
- Aciphylla subflabellata
- Aciphylla takahea
- Aciphylla traillii
- Aciphylla traversii
- Aciphylla trifoliolata
- Aciphylla verticillata